# Маджо, Кристиан
Кристиан Маджо (итал. Christian Maggio; 11 февраля 1982, Монтеккьо-Маджоре, провинция Виченца, область Венеция) — итальянский футболист, правый защитник. Участник чемпионата мира 2010 и чемпионата Европы 2012 в составе сборной Италии.

## Клубная карьера

### «Виченца»
Кристиан Маджо — воспитанник клуба «Виченца». В сезоне 2000/01 он стал вызываться в основу команды наставником клуба, Эдоардо Рейей. 1 октября 2000 года он дебютировал в основном составе команды в матче с «Миланом», в котором его клуб проиграл 0:2. Всего в первом сезоне он провёл 6 игр. После вылета клуба в серию В, Маджо стал игроком основы команды, проведя в сезоне 2001/02 27 игр; также он забил свой первый мяч за клуб, поразив ворота «Наполи» и принеся победу своей команде 2:1. Однако в следующем сезоне Маджо потерял место в составе и провёл лишь 7 игр; причиной этого стала травма правого колена.

### «Фиорентина» и аренда в «Тревизо»
В июле 2003 года Маджо перешёл в «Фиорентину», где стал игроком основного состава. В этом клубе его использовали на позиции латераля, «закрывавшего» всю бровку. В сезоне 2004/05 Маджо потерял место в стартовом составе клуба, проведя в серии А лишь 13 игр. В 2005 году Маджо вновь травмировал правое колено, из-за чего почти не выступал. Для того, чтобы футболист набрал форму, его отдали, на правах аренды, в клуб «Тревизо», которой он не помог спастись от «вылета» в серию В.

### «Сампдория»
В июле 2006 года Маджо, на правах аренды, перешёл в «Сампдорию» с правом выкупа контракта игрока. После удачного сезона, в котором он провёл 37 матчей и забил 2 гола, клуб выкупил половину прав на футболиста. Главный тренер команды, Вальтер Маццари, в сезоне 2007/08 начал использовать схему 3-5-2, благодаря чему Маджо переместился в полузащиту. Смена позиции помогла Кристиану чаще забивать: он забил 9 голов в серии А и 1 гол в Кубке Интертото.

### «Наполи»
11 июня 2008 года Маджо был куплен клубом «Наполи», заплатившим за трансфер хавбека 8 млн евро.

«Рад, что могу сегодня объявить о переходе в нашу команду Маджо. Это вторая серьёзная покупка после приобретения защитника „Палермо“ Леандро Ринаудо. Мы долго присматривались к Кристиану. Кроме всего прочего, его фамилия совпадает с названием месяца, в котором я родился. Это добрый знак». Аурелио Де Лаурентис, президент «Наполи».
 На переходе игрока настоял бывший тренер Маджо в «Виченце», Эдоардо Рейя. Футболист подписал 5-летний контракт, с зарплатой, увеличивавшейся с каждым годом от 800 тыс. евро в первый год, до 1,2 млн евро в последний. 20 июля 2008 года Маджо дебютировал в составе «Наполи» в матче Кубка Интертото с «Панионисом». 31 августа он дебютировал в серии А с «Наполи» в игре с «Ромой». 14 сентября он забил первый мяч за клуб, поразив ворота своей бывшей команды, «Фиорентины». 8 марта 2009 года, в игре с «Лацио», Маджо получил тяжёлую травму — разрыв крестообразных связок на правом колене, из-за чего пропустил остаток сезона.
В следующем сезоне Маджо вновь стал игроком основы «Наполи». 18 октября он забил гол, который принёс клубу первую победу под руководством нового тренера, Вальтера Маццари. В том же сезоне Кристиан забил гол в ворота «Фиорентины», который прервал долгую серию беспроигрышных домашних матчей флорентийцев с неаполитанцами. 24 января 2010 года, в игре с «Бари», Маджо забил гол, повторив удар Марко Ван Бастена в финале чемпионата Европы 1988 в игре с СССР. В апреле Маджо была сделана операция на правом мениске, дабы футболист не получил рецидив травмы, из-за чего он не выступал 3 недели.
14 сентября 2011 года Маджо дебютировал в Лиге чемпионов в матче с «Манчестер Сити», где сделал голевую передачу на Эдинсона Кавани; встреча завершилась вничью 1:1. 3 января 2012 года Маджо продлил контракт с «Наполи» до 2015 года.

## Международная карьера
Маджо играл за разные возрастные команды Италии. В 2002 году он играл на турнире в Тулоне, где итальянцы заняли 2-е место позади Бразилии, в составе которой играли Робиньо и Адриано.
В 2008 году он впервые был вызван Роберто Донадони в состав первой сборной Италии, однако на чемпионат Европы не попал, что вызвало у него разочарование. 5 октября 2008 года он получил вызов в состав сборной на матчи отборочного турнира чемпионата мира, однако на поле не вышел. 19 ноября 2008 года Маджо дебютировал в составе сборной в товарищеском матче с ГрециейЮ заменив во втором тайме Фабио Канноваро. После матча он сказал:

«Дебют в сборной Италии — это замечательный опыт, вызов Марчелло Липпи очень помог мне. Для таких застенчивых людей, как я, это важный заряд энтузиазма. Клуб может гордиться тем, что в нашем составе шесть игроков национальных сборных. Я рад, что повзрослел и вышел на хороший уровень именно в тот момент, когда перешел в „Наполи“. Теперь мои амбиции совпадают с планами клуба. Чувствую себя частью „Наполи“. Надеюсь, мы сумеем многого добиться».

Маджо попал в предварительный список игроков, которые должны поехать на чемпионат мира 2010, где провёл один матч, выйдя на замену в перерыве матча со Словакией вместо Доменико Кришито, в котором итальянцы проиграли 2:3 и выбыли из розыгрыша турнира.
Несмотря на неуверенную игру против сборной России в товарищеском матче (две ошибки Маджо, обернулись голами), Кристиан был включен в заявку сборной Италии на Евро-2012.
Он отыграл полностью матчи против сборных Испании и Хорватии. В конце основного времени матча против сборной Англии, Маджо вышел на замену вместо Иньяцио Абате и уже через 3 минуты получил жёлтую карточку, которая не позволила ему появиться на поле в полуфинале против сборной Германии.
18 марта 2015 года Маджо объявил о завершении карьеры в сборной Италии.

## Достижения

### Командные
«Наполи»
- Обладатель Кубка Италии (2): 2011/12, 2013/14
- Обладатель Суперкубка Италии: 2014

### Личные
- Команда года (Серия A): 2010/11,[24] 2011/12,[25] 2012/13[26]

## Статистика
| Сезон   | Клуб       | Лига    | Чемпионат | Чемпионат | Кубок | Кубок | Еврокубки | Еврокубки |
| Сезон   | Клуб       | Лига    | Игры      | Голы      | Игры  | Голы  | Игры      | Голы      |
| ------- | ---------- | ------- | --------- | --------- | ----- | ----- | --------- | --------- |
| 2000/01 | Виченца    | Серия В | 6         | 0         | 0     | 0     | —         | —         |
| 2001/02 | Виченца    | Серия В | 26        | 1         | 1     | 0     | —         | —         |
| 2002/03 | Виченца    | Серия В | 5         | 0         | 2     | 0     | —         | —         |
| 2003/04 | Фиорентина | Серия А | 42        | 1         | 0     | 0     | —         | —         |
| 2004/05 | Фиорентина | Серия А | 13        | 1         | 7     | 1     | —         | —         |
| 2005/06 | Фиорентина | Серия А | 3         | 0         | 2     | 0     | —         | —         |
| 2005/06 | Тревизо    | Серия В | 11        | 0         | 0     | 0     | —         | —         |
| 2006/07 | Сампдория  | Серия А | 31        | 2         | 6     | 0     | —         | —         |
| 2007/08 | Сампдория  | Серия А | 29        | 9         | 2     | 0     | 3         | 1         |
| 2008/09 | Наполи     | Серия А | 23        | 4         | 1     | 0     | 5         | 1         |
| 2009/10 | Наполи     | Серия А | 34        | 5         | 2     | 1     | —         | —         |
| 2010/11 | Наполи     | Серия А | 33        | 4         | 2     | 0     | 9         | 0         |
| 2011/12 | Наполи     | Серия А | 33        | 3         | 5     | 0     | 7         | 0         |
| 2012/13 | Наполи     | Серия А | 31        | 4         | 1     | 0     | 3         | 0         |
| 2013/14 | Наполи     | Серия А | 22        | 0         | 4     | 0     | 7         | 0         |
| 2014/15 | Наполи     | Серия А | 29        | 0         | 1     | 0     | 7         | 0         |
| 2015/16 | Наполи     | Серия А | 8         | 0         | 1     | 0     | 6         | 1         |
| 2016/17 | Наполи     | Серия А | 7         | 0         | 3     | 0     | 1         | 0         |
| 2017/18 | Наполи     | Серия А | 13        | 0         | 1     | 0     | 6         | 0         |
| 2018/19 | Беневенто  | Серия B | 7         | 0         | 2     | 0     | 0         | 0         |